# 郭楼古墓
郭楼古墓，是位于中国山东省泰安市东平县新湖镇郭楼村的宋代古墓葬群，1985年入选东平县第一批文物保护单位。
郭楼古墓系何氏家族坟林，原有木门、石雕、华表，文化大革命时多数遭损毁，现今淤埋于东平湖湖区之中，面积与结构已无法测算。